# Srila Prabhupada
Srila Prabhupada, eller A.C. Bhaktivedanta Swami Prabhupada, född Abhay Charan De 1 september 1896 i Calcutta, död 14 november 1977 i Vrindavan i Uttar Pradesh, var en indisk andlig ledare och grundare av den hinduiskt influerade Krishnarörelsen och dess internationella vegetariska restaurangkedja Govindas.
Srila Prabhupada påbörjade spridandet av så kallad Gaudiya Vaishnavism (jfr Dvaita) eller "bengalisk Vaishnavism" i västvärden 1965 genom en resa till New York. Året efter grundade Prabhupada Det Internationella Sällskapet för Krishnamedvetande (ISKCON) i USA för att skapa ett forum för hinduism i väst.
År 1996 utfärdade Indiens regering ett jubileumsfrimärke till Srila Prabhupadas ära.

## Biografi
Prabhupada föddes den 1 september 1896 i Calcutta, Indien. Under sin ungdomstid var han engagerad i Mahatma Gandhis kamp för Indiens självständighet. Senare kom han att träffa en framstående andlig ledare vid namn Srila Bhaktisiddhanta Sarasvati, en man som kom att influera Prabhupadas framtida kall. Under deras första möte berättade Bhaktisiddhanta om den uråldriga traditionen Bhakti (andaktsfull yoga) och bad Prabhupada att föra Krishnas läror till den engelsktalande världen. Prabhupada kom från en Krishna-hängiven familj och blev djupt rörd av Bhaktisiddhantas fromhet och visdom. Prabhupada blev hans lärjunge och hängav sig åt sin mentors begäran men det var först 1965, vid 69 års ålder, som Prabhupada begav sig till västvärlden.

### Tiden i USA
Tack vare sin bildning och hängivenhet tilldelades Prabhupada titeln Bhaktivedanta och gick ombord som fripassagerare på ett fraktfartyg med New York som destination. Resan gick dock inte särskilt bra då Prabhupada drabbades av hjärtinfarkt två gånger. Efter 35 dagar till sjöss anlände han i Brooklyn med sju dollar i fickan och en korg med sina egna översättningar av heliga sanskrittexter. 
I New York blev påfrestningarna stora då han inte hade några pengar eller någonstans att bo. Han påbörjade sitt uppdrag ödmjukt genom att undervisa om Bhagavad-Gita i New Yorks slumområden och att leda bönmöten i Tompkins Square Park. Hans budskap om fred och välvilja tilltalade många ungdomar varav en del på allvar började studera Krishna-bhakti-traditionen. Genom dessa studenter kunde Prabhupada hyra en liten lokal i Lower East Side som de kunde använda som tempel. I juli 1966, efter flera månaders vedermödor och kämpande, kunde Prabhupada grunda ISKCON i syfte att kontrollera obalansen i världens värderingar och att arbeta för sann enighet och fred. Han trodde att varje själ är en del av Gud och att man kan finna sann lycka genom att leva ett enklare, mer naturligt liv och att ägna hela sin energi åt Gud och alla levande varelser. 
Prabhupada började undervisa sina anhängare om Gaudiya Vaishnava och reste till San Francisco och under de följande månaderna växte antalet anhängare. Av respekt och vördnad till sin andlige ledare tilldelade lärjungarna honom namnet Srila Prabhupada.

### Fortsatta resor
Under de följande 11 åren utförde Prabhupada totalt 14 jorden runt-resor och förmedlade sin undervisning om Bhakti till tusentals människor på sex kontinenter. Både män och kvinnor, med olika bakgrunder, kom för att lyssna till hans budskap och med deras hjälp kunde Prabhupada grunda flera hembygdsgårdar, tempel, skolor och vad som senare utvecklades till världens största vegetariska matbiståndsprojekt. Prabhupada önskade även ge andlig näring till sina rötter hemma i Indien så han återvände till sitt hemland flera gånger, där han lyckades återuppliva Bhakti-traditionen. I Indien öppnade han dessutom ett dussintal tempel, däribland två viktiga tempel i städerna Vrindavana och Mayapur.

### Död
Efter en tids sjukdom avled Srila Prabhupada den 14 november 1977. Han var omgiven av sina lärjungar som än idag fortsätter sprida hans budskap.

## Författarskap
Srila Prabhupada skrev många böcker under sin livstid, däribland en serie på över 70 volymer om Bhakti-yoga som anses vara ett av de främsta verken som skrivits i ämnet. Han är även känd för sin översättning och tolkning av Bhagavad-Gita, Bhagavad-Gita som den är, Srimad-Bhagavatam,en serie på 30 volymer, samt Sri Caitanya-caritamrita, en serie på 17 volymer. Hans verk har översatts till 76 olika språk. År 1944 grundande han även tidskriften Back To Godhead.